# Uncharted: Fight for Fortune
Uncharted: Fight for Fortune (рус. Uncharted: Борьба за сокровища) — игра, в жанре карточной стратегии, основанная на всех частях серии Uncharted. Игра предназначена как для игры в одиночку с консолью, так и в паре. Игроки ставят свои карты, тем самым защищаясь или атакуя противника. Игра может соединяться с Uncharted: Golden Abyss, передавая весь ранее наработанный прогресс и карты. Релиз состоялся 4 декабря 2012 года.
Карты в игре взяты из Uncharted: Drake’s Fortune, Uncharted: Golden Abyss и видео-комикса Uncharted: Eye of Indra. Два дополнительных набора из Uncharted 2: Among Thieves и Uncharted 3: Drake’s Deception доступны для загрузки в PlayStation Network.

## Оценки
| Сводный рейтинг | Сводный рейтинг |
| Агрегатор       | Оценка          |
| --------------- | --------------- |
| GameRankings    | 65,87 %         |

Uncharted: Fight for Fortune получила смешанные оценки. Рецензент Крис Картер из Destructoid дал игре 7,5 баллов из 10 возможных, сказав: «В основе этого, Fight for Fortune — упрощённая игра управления ресурсами, с элементами Magic the Gathering». На сайте Metacritic игра имеет рейтинг в 69 баллов из 100, на основе 7 обзоров. В общем, Uncharted: Fight for Fortune получила средние оценки пользователей.